# 津島神社 (白川町)
津島神社（つしまじんじゃ）は、岐阜県加茂郡白川町にある神社（津島神社）。
小野津島神社とも称する。

## 概要
創建時期は不詳。正慶年間にこの地（加茂郡小野村）の住民である安江與三郎政生が、牛頭天王、白山大権現、熊野権現を勧請し創建したという。
一時衰退したが、牛頭天王として復興（白山権現、熊野権現は境内社となる）。
1874年（明治7年）に津島神社に改称し、1917年（大正6年）に現在地に本殿を新築し移転。その際、白山権現、熊野権現などの境内社を本殿に合祀する。
1960年（昭和35年）に岐阜県神社庁により銀幣社の指定を受ける。

## 主祭神
- 建速須佐之男命

## 合祀
- 菊理姫命
- 伊邪那岐命
- 伊邪那美命
- 倉稲魂神
- 大山祇命
- 大己貴命
- 少名彦命
- 崇徳天皇

## 天然記念物
- 上佐見小野の天王桜

白川町指定天然記念物。樹齢200年以上と推定されるシダレザクラ。文化十四年（1817年）に加茂郡和泉村の庄屋の庭園のシダレザクラを移植したものという。1995年（平成7年）に天王桜と命名される。